# Ouï FM
Ouï FM és una emissora de ràdio francesa dedicada principalment a la música rock i a l'indie. El seu slogan és "La radio rock" i va començar a emetre l'any 1986. Aquesta emissora va ser de les primeres a apostar per Nirvana a França, i el mateix va passar amb Muse. Forma part del grup de ràdio « Les Indés Radios » i del SIRTI. Emet des de París en freqüència modulada, sobre 23 freqüències i 4 fréqüències en RNT (Paris, Nantes, Marsella i Lió).
Des del 16 de desembre de 2008 OÜI FM forma part del holding AWPG d'Arthur · . Fins aleshores l'emissora era propietat del grup Virgin de Richard Branson. El president de la ràdio és Emmanuel Rials · .
OÜI FM es pot escoltar des de la pròpia web de l'emissora o des de MySpace. A França els programes es difonen gràcies a les cadenes de ràdio de Canalsat, de la Bbox de Bouygues Telecom, de la Freebox, de la DartyBox i dels Box del grup Numericable-SFR així com des dels telèfons mòbils amb l'aplicació adequada. L'emissora ha llençat a internet les webradios OÜI FM Alternatif, OÜI FM Classic Rock, OÜI FM Rock Indé, OÜI FM Blues 'N' Rock i OÜI FM by Dj Zebra. En 2016 ha creat la webradio Oüi Ganja dedicada al reggae.